# یواس‌اس چیکادی (ای‌ام-۵۹)
یواس‌اس چیکادی (ای‌ام-۵۹) (به انگلیسی: USS Chickadee (AM-59)) یک کشتی بود که طول آن ۲۲۱ فوت ۳ اینچ (۶۷٫۴۴ متر) بود. این کشتی در سال ۱۹۴۲ ساخته شد.